# Polytela duhemi
Polytela duhemi là một loài bướm đêm trong họ Noctuidae.